# Radioactivity (песня)
«Radioactivity» (оригинальное немецкое название — «Radioaktivität»; с англ. — «Радиоактивность») — песня немецкой электронной группы Kraftwerk, единственный сингл с их пятого студийного альбома Radio-Activity, выпущенный в мае 1976 года.

## О песне
Заглавная песня стала первой композицией группы, записанной на английском языке. На сайте AllMusic её назвали «лучшим на то время образцом электро-поп-музыки в исполнении группы». Композиция включает в себя семплы счётчика Гейгера, образцы белого шума, издаваемые осциллятором звуки, а также сигналы азбуки Морзе. Её название, как и заголовок альбома, представляет собой игру слов — «активность радио» и «радиоактивность». На сайте NME песню назвали «идеальной синтетической гармонией» Хюттера, Шнайдера, Флюра и Бартоса, а также «болезненной симфонией», в которой можно услышать элементы синти-попа, ставшего популярным в начале 1980-х годов.
В 1991 году песня была записана заново и выпущена в рамках альбома ремиксов Kraftwerk The Mix. Она была выдержана в популярном стиле техно и адаптирована в соответствии с канонами танцевальной музыки. Изначально текст песни строился вокруг повторявшейся фразы «Настройся на мелодию. Радиоактивность в воздухе для нас с тобой». Новая версия начиналась с перечисления мест, связанных с атомными катастрофами: «Чернобыль, Гаррисберг, Селлафилд, Хиросима».
В 2012 году группа Kraftwerk исполнила песню «Radioactivity» на концерте No Nukes в Токио, в рамках кампании по утилизации ядерных отходов после аварии на АЭС Фукусима-1. Текст песни претерпел изменения, к числу мест, пострадавших от радиоактивного излучения, добавилась «Фукусима».

## Чарты
| Хит-парад (1976)               | Наивысшая позиция |
| ------------------------------ | ----------------- |
| Бельгия/Фландрия (Ultratop 50) | 21                |
| Франция (SNEP)                 | 7                 |
| Италия (FIMI)                  | 31                |

| Хит-парад (1991)                    | Наивысшая позиция |
| ----------------------------------- | ----------------- |
| Финляндия (Suomen virallinen lista) | 8                 |
| Великобритания (OCC UK Singles)     | 43                |
| США (Billboard Dance Club Songs)    | 21                |